# Czesław Marchewicz
Czesław Marchewicz (ur. 5 sierpnia 1957 w Kościerzynie) – ksiądz zmartwychwstaniec, kawaler Orderu Uśmiechu, założyciel Wspólnoty Burego Misia.

## Życiorys
W roku 1978 wstąpił do nowicjatu Księży Zmartwychwstańców, a w roku 1985 przyjął święcenia kapłańskie. Pracę duszpasterską rozpoczął w Bytomiu, potem w parafii Zmartwychwstania Pańskiego w Poznaniu. W Krakowie, jeszcze jako student, zaprzyjaźnił się z niepełnosprawnym chłopcem, Piotrusiem i przygotował go do pierwszej komunii. Przez niego poznał innych niepełnosprawnych, których katechizował. W 1984 roku z pomocą harcerzy i studentów zorganizował pierwszy Obóz Burego Misia. W 1987 roku Czesław Marchewicz kupił małe gospodarstwo w Nowym Klinczu, które dało początek Osadzie Burego Misia, a następnie Fundacji Burego Misia. Od 1992 roku  Czesław Marchewicz mieszka i pracuje na Osadzie, opiekując się na co dzień osobami niepełnosprawnymi. W 1990 roku otrzymał odznaczenie Towarzystwa Przyjaciół Dzieci, w 1996 roku został kawalerem Orderu Uśmiechu, a w 2002 – stał się członkiem i stypendystą Ashoki (Ashoka wyszukuje i wspiera wybitne jednostki, wiodących liderów zmian społecznych na całym świecie – innowatorów społecznych).